# Convocazioni all'European League femminile 2015
Elenco delle giocatrici convocate per l'European League 2015.

## Georgia
| N° | Nome                  | Ruolo | Data di nascita  | Squadra |
| -- | --------------------- | ----- | ---------------- | ------- |
| -  | Khatuna Giorgadze     | All   | 21 gennaio 1970  | -       |
| 1  | Mariam Gaprindashvili | C     | 26 aprile 1998   | -       |
| 2  | Gvantsa Markarashvili | P     | 14 gennaio 1998  | -       |
| 3  | Sopiko Dzidziguri     | P     | 29 ottobre 1988  | -       |
| 4  | Irina Chelidze        | S     | 17 gennaio 1994  | -       |
| 5  | Ana Mariam Kipshidze  | P     | 12 maggio 1990   | -       |
| 6  | Irina Kakhadze        | C     | 14 ottobre 1990  | -       |
| 7  | Ana Tvauri            | S/O   | 23 giugno 1992   | -       |
| 8  | Nino Sturua           | S/O   | 4 aprile 1993    | -       |
| 9  | Iana Zadimenchenko    | S     | 28 gennaio 1992  | -       |
| 10 | Ann Kalandadze        | S     | 10 dicembre 1998 | -       |
| 11 | Svetlana Sosnovskaya  | S/O   | 9 febbraio 1995  | -       |
| 13 | Tsarina Sanadze       | L     | 21 novembre 1996 | -       |
| 14 | Julieta Sanadze       | S     | 11 giugno 1996   | -       |
| 17 | Tinatin Tchautchidze  | C     | 6 dicembre 1991  | -       |

## Grecia
| N° | Nome                   | Ruolo | Data di nascita  | Squadra        |
| -- | ---------------------- | ----- | ---------------- | -------------- |
| -  | Ioannis Kalmazidis     | All   | 16 giugno 1968   | -              |
| 1  | Anthī Vasilantōnakī    | S/O   | 9 aprile 1996    | Imoco          |
| 2  | Maria Elenī Artakianou | L     | 21 maggio 1994   | -              |
| 3  | Maria Nomikou          | S/O   | 30 marzo 1993    | Pro Victoria   |
| 5  | Athīna Papafōtiou      | P     | 23 giugno 1989   | MTV Stoccarda  |
| 6  | Elenī Kiosī            | S/O   | 25 febbraio 1985 | Hermaea        |
| 7  | Geōrgia Lamprousī      | C     | 27 gennaio 1993  | Olympiakos     |
| 9  | Evangelia Merteki      | S     | 29 aprile 1991   | -              |
| 11 | Maria Lamprinidou      | C     | 29 giugno 1986   | Trentino Rosa  |
| 12 | Evaggelia Chantava     | S     | 26 ottobre 1990  | Lokomotiv Baku |
| 13 | Katerina Giōta         | C     | 3 luglio 1990    | Olympiakos     |
| 14 | Stylianī Christodoulou | P     | 19 luglio 1991   | Olympiakos     |
| 16 | Olga Vergidou          | P     | 17 dicembre 1991 | -              |
| 17 | Olga Strantzalī        | S     | 12 gennaio 1996  | Pannaxiakos    |
| 18 | Eirini Kelesidou       | L     | 16 maggio 1991   | Pannaxiakos    |
| 19 | Angeliki Kavvadia      | C     | 17 febbraio 1994 | -              |
| 23 | Chara Papadopoulos     | P     | 9 dicembre 1996  | -              |

## Israele
| N° | Nome                  | Ruolo | Data di nascita   | Squadra          |
| -- | --------------------- | ----- | ----------------- | ---------------- |
| -  | Arie Selinger         | All   | 5 aprile 1937     | -                |
| 1  | Darya Likachenkova    | C     | 30 maggio 1992    | Hapoël Kfar Saba |
| 2  | Ella Saada            | S/O   | 19 giugno 1996    | -                |
| 4  | Anita Glück           | C     | 10 novembre 1993  | Maccabi Haifa    |
| 5  | Sofia Starikov        | L     | 1º giugno 1994    | -                |
| 6  | Shany Peham           | P     | 3 marzo 1993      | Maccabi Haifa    |
| 8  | Galit Devash          | C     | 18 settembre 1986 | Hapoël Kfar Saba |
| 9  | Adva Zinober          | L     | 5 novembre 1982   | -                |
| 10 | Moran Zur             | S/O   | 28 settembre 1985 | Hapoël Kfar Saba |
| 11 | Elvira Kolnogorov     | S/O   | 23 luglio 1992    | -                |
| 12 | Tamar Stein           | P     | 10 novembre 1996  | Maccabi Haifa    |
| 16 | Vitalia Marmen        | C     | 3 febbraio 1997   | Hapoël Kfar Saba |
| 17 | Anastasiya Shebotarov | L     | 28 ottobre 1992   | -                |

## Polonia
| N° | Nome                   | Ruolo | Data di nascita  | Squadra            |
| -- | ---------------------- | ----- | ---------------- | ------------------ |
| -  | Wiesław Popik          | All   | 6 settembre 1962 | -                  |
| 1  | Małgorzata Śmieszek    | C     | 11 luglio 1996   | Pałac Bydgoszcz    |
| 2  | Martyna Grajber        | S     | 28 marzo 1995    | Budowlani Łódź     |
| 3  | Kamila Ganszczyk       | C     | 2 dicembre 1991  | KSZO Ostrowiec     |
| 4  | Olivia Różański        | S     | 5 giugno 1997    | -                  |
| 6  | Magdalena Wawrzyniak   | S/O   | 14 marzo 1990    | PTPS               |
| 7  | Julia Twardowska       | S     | 4 maggio 1995    | Pałac Bydgoszcz    |
| 8  | Joanna Pacak           | C     | 9 giugno 1996    | Budowlani Łódź     |
| 9  | Ewa Bimkiewicz         | S/O   | 6 dicembre 1997  | -                  |
| 10 | Aleksandra Gromadowska | S     | 3 febbraio 1996  | Impel              |
| 12 | Monika Bociek          | S     | 6 aprile 1996    | Legionovia         |
| 13 | Paulina Bałdyga        | P     | 24 luglio 1996   | Pałac Bydgoszcz    |
| 14 | Agata Michalewicz      | P     | 28 aprile 1998   | -                  |
| 15 | Lucyna Borek           | L     | 22 giugno 1987   | Developres Rzeszów |
| 17 | Aleksandra Żurawski    | L     | 6 giugno 1998    | -                  |
| 19 | Kornelia Moskwa        | C     | 30 ottobre 1996  | BKS                |
| 23 | Ewelina Tobiasz        | P     | 6 febbraio 1994  | KSZO Ostrowiec     |

## Turchia
| N° | Nome                | Ruolo | Data di nascita  | Squadra     |
| -- | ------------------- | ----- | ---------------- | ----------- |
| -  | Goncagül Dilik      | All   | -                | -           |
| 1  | Melike Yılmaz       | C     | 19 gennaio 1995  | Sarıyer     |
| 3  | Birgül Güler        | S     | 2 maggio 1990    | Bursa BB    |
| 4  | Ceylan Arısan       | C     | 1º gennaio 1994  | Eczacıbaşı  |
| 5  | Buse Kayacan        | L     | 15 luglio 1992   | Nilüfer     |
| 7  | Fatma Yıldırım      | S     | 3 gennaio 1990   | Halkbank    |
| 9  | Ceren Kestirengöz   | S/O   | 19 luglio 1993   | VakıfBank   |
| 11 | Ezgi Dilik          | P     | 12 giugno 1995   | Fenerbahçe  |
| 12 | Ezgi Dağdelenler    | S     | 3 novembre 1993  | İlbank      |
| 13 | Meryem Boz          | S     | 3 febbraio 1988  | Bursa BB    |
| 14 | Melis Gürkaynak     | C     | 20 aprile 1990   | Galatasaray |
| 15 | Arelya Karasoy      | P     | 14 dicembre 1996 | Sarıyer     |
| 16 | Damla Çakıroğlu     | S     | 22 giugno 1994   | İdman Ocağı |
| 17 | Cansu Aydınoğulları | P     | 18 febbraio 1992 | İdman Ocağı |
| 18 | Su Zent             | C     | 25 marzo 1996    | Yeşilyurt   |
| 22 | Ceren Cihan         | L     | 3 febbraio 1991  | İlbank      |
| 23 | Serpil Ersarı       | L     | 28 febbraio 1990 | Sarıyer     |
| 24 | Hümay Topaloğlu     | S     | 3 agosto 1996    | Yeşilyurt   |

## Ungheria
| N° | Nome                 | Ruolo | Data di nascita  | Squadra            |
| -- | -------------------- | ----- | ---------------- | ------------------ |
| -  | Jan de Brandt        | All   | 20 gennaio 1959  | -                  |
| 1  | Gréta Szakmáry       | S/O   | 31 dicembre 1991 | Gödöllõ            |
| 2  | Zsanett Kötél        | P     | 15 luglio 1986   | Amiens             |
| 5  | Dorottya Bodnár      | C     | 31 agosto 1995   | Békéscsabai        |
| 6  | Evelin Vacsi         | C     | 28 ottobre 1993  | Vasas              |
| 7  | Renáta Sándor        | S     | 15 dicembre 1990 | MTV Stoccarda      |
| 8  | Zsuzsanna Tálas      | P     | 9 luglio 1993    | Vasas              |
| 9  | Vivien Lévai         | L     | 12 maggio 1992   | Vasas              |
| 11 | Adrienn Szabò        | S     | 25 ottobre 1995  | -                  |
| 12 | Dóra Kötél           | L     | 16 maggio 1988   | ELTE Budapest      |
| 13 | Petra Széles         | C     | 27 gennaio 1988  | Gödöllõ            |
| 14 | Edina Dobi           | C     | 22 ottobre 1987  | Vilsbiburg         |
| 15 | Rita Liliom          | S/O   | 23 maggio 1986   | San Casciano       |
| 16 | Ágnes Pallag         | S/O   | 2 settembre 1993 | Oriveden Ponnistus |
| 18 | Dóra Horváth         | S     | 4 marzo 1988     | Rabitə Baku        |
| 19 | Szandra Szombathelyi | S     | 2 agosto 1989    | Vasas              |